# Charlot
Charlot, noto anche come "Il vagabondo" (The Tramp), è un personaggio immaginario  ideato e interpretato da Charlie Chaplin, protagonista di una serie di film del cinema muto, che esordì nel 1914 nel cortometraggio Charlot ingombrante.
Il personaggio è diventato un'icona del cinema ed è entrato nell'immaginario collettivo venendo identificato col suo creatore; alcuni elementi che componevano l'abbigliamento del personaggio, come il cappello o le scarpe, hanno raggiunto elevate quotazioni nei mercati d'aste o sono state esposti in musei del cinema.

## Caratterizzazione del personaggio
Charlot è un personaggio maldestro ma di buon cuore, presentato come un vagabondo che si sforza di comportarsi con le buone maniere e la dignità di un gentiluomo, nonostante il suo stato di povertà. Tuttavia usa anche la sua astuzia per ottenere ciò che gli serve per sopravvivere e per sfuggire alle figure di autorità che non tollerano le sue buffonate. Indossa sempre un paio di pantaloni larghi, una giacca stretta, una bombetta piccola, un grosso paio di scarpe, un bastone; ha sempre i baffi; cammina in modo strano.

## Ideazione del personaggio
Il personaggio nasce da un'idea di Charlie Chaplin e del produttore e regista Mack Sennett nel 1913. Chaplin, stipulato un contratto con la casa di produzione Keystone Film Company, aveva intenzione di creare un personaggio in chiave comica che usasse pochissimi dialoghi nelle comiche per esprimere le sue idee, a meno che non fosse estremamente necessario. Infatti Chaplin, dopo la messa in scena del personaggio nel film Charlot ingombrante, volle che Charlot conservasse pienamente queste sue caratteristiche di comico che usa il corpo rispetto alla parola per tutta la durata del successo delle sue comiche. Negli spogliatoi della Keystone, Chaplin chiese in prestito a delle comparse alcuni capi di abbigliamento e, dal magazzino, prese una bombetta e un bastone da passeggio.
In generale il personaggio è identificato con l'era del cinema muto, il quale consentiva una sua immediata fruizione anche all'estero (senza necessità di doppiaggi o adattamenti). L'ultima apparizione di Charlot è nel film Tempi moderni (1936), con il quale Chaplin ritirò ufficialmente il personaggio. Benché si tratti di un film sonoro (vari altri personaggi pronunciano battute), Charlot parla una sola volta, interpretando una versione nonsense della canzone Je cherche après Titine.

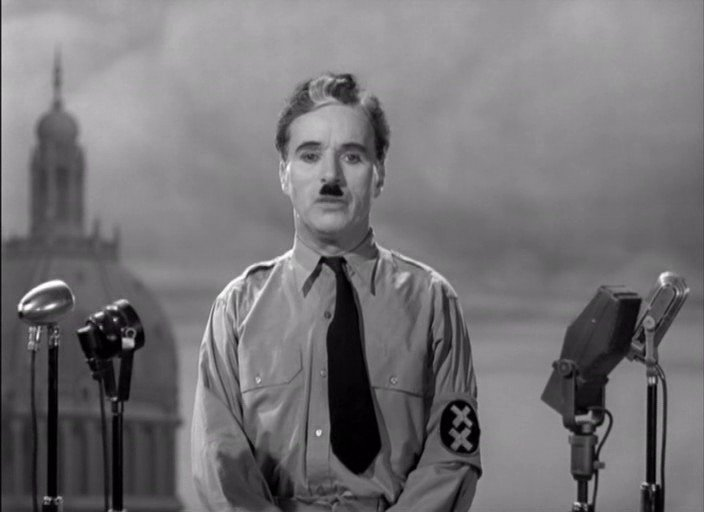
Scena tratta da Il grande dittatore. Il barbiere ebreo alla fine del film, quando pronuncia ai nazisti il suo discorso pieno di umanità

Nel suo film successivo, Il grande dittatore (1940), Chaplin interpreta sia il dittatore Adenoid Hynkel (parodia di Adolf Hitler) sia un barbiere ebreo. Chaplin sottolineò come il barbiere sia in realtà un personaggio distinto da Charlot, anche se in generale i due hanno vari aspetti in comune e differiscono principalmente proprio perché il barbiere, a differenza di Charlot, non è "muto".

## Filmografia
- Charlot ingombrante (1914)
- L'ombrello di Charlot (1914)
- Il martello di Charlot (1914)
- Il sogno di Charlot (1914)
- Charlot infermiere (1914)

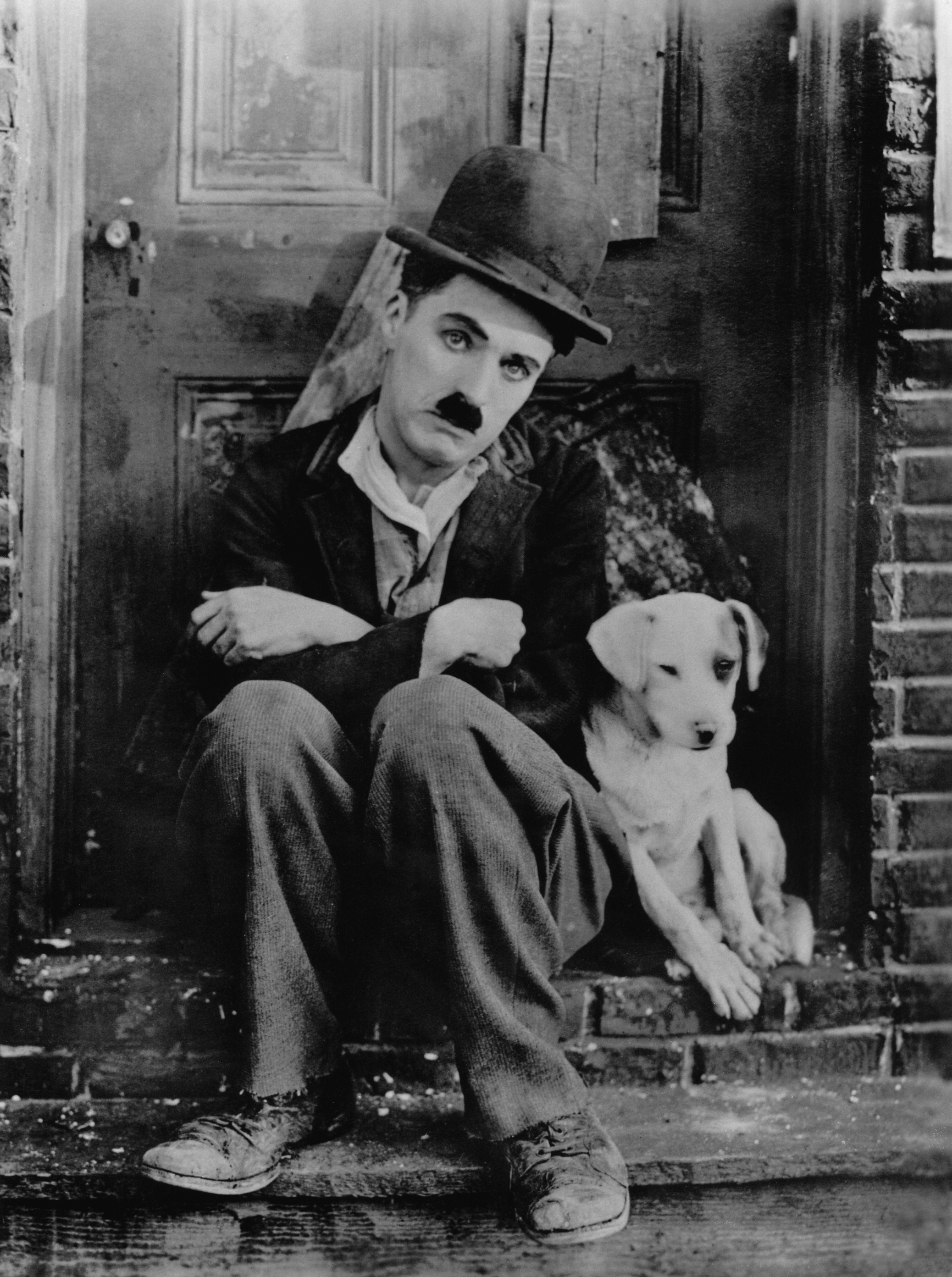
Charlot nel film Vita da cani (1918)

- Charlot ai giardini pubblici (1914)
- Il pianoforte di Charlot (1914)
- Charlot panettiere (1914)
- Charlot troppo galante (1914)
- Charlot si diverte (1914)
- Charlot papà (1914)
- Il portinaio (1914)
- Charlot in vacanza (1914)
- Charlot sulla scena (1914)
- Giuseppe rivale di Charlot (1914)
- Charlot pittore (1914)
- Mabel e Charlot venditori ambulanti (1914)
- Charlot dentista (1914)
- Charlot e la partita di boxe (1914)
- Charlot trovarobe (1914)
- Charlot cerca marito (1914)
- Charlot e la sonnambula (1914)
- Charlot all'hotel (1914)
- L'appuntamento di Charlot (1914)
- Charlot innamorato (1914)
- Il fortunoso romanzo di Tillie (1914)
- Mabel si marita (1914)
- Charlot falso barone (1914)
- Charlot alle corse (1914)
- Charlot entra nel cinema (1914)
- Charlot marinaio (1915)
- Charlot nel parco (1915)
- Charlot apprendista (1915)
- Charlot attore (1915)
- La signorina Charlot (1915)
- Charlot prende moglie (1915)
- Charlot inserviente di banca (1915)
- Charlot vagabondo (1915)
- Charlot boxeur (1915)
- Charlot alla spiaggia (1915)
- Charlot nottambulo (1915)
- Charlot a teatro (1915)
- Charlot pompiere (1916)
- Charlot conte (1916)
- Charlot al pattinaggio (1916)
- Charlot nottambulo (1916)
- Charlot usuraio (1916)
- Carmen (1916)
- Charlot ladro (1916)
- Charlot macchinista  (1916)
- Il vagabondo (1916)
- Charlot emigrante (1917)
- Charlot fa una cura (1917)
- Charlot poliziotto (1917)
- Charlot avventuriero (1917)
- Charlot nei guai (1918)
- Vita da cani (1918)
- Charlot soldato (1918)
- The Professor (1919)
- Il monello (1921)
- Giorno di paga (1922)
- Il pellegrino (1923)
- La febbre dell'oro (1925)
- Il circo (1928)
- Luci della città (1931)
- Tempi moderni (1936)

## Umanità del personaggio: la tragedia e la satira di Charlot
Il personaggio di Charlot, dalla sua nascita nel 1914 al suo evolversi fino al 1936, è simbolo di grande umanità che accusa e rispecchia la triste realtà di varie generazioni dell'America degli anni venti e trenta. Non a caso Charlot è un vagabondo con buffi vestiti e dai modi sgraziati, proprio per questo egli è destinato ad essere un reietto della società, ad essere il più bersagliato dalla sfortuna e dalla cattiveria della gente più potente di lui. Sebbene all'inizio del periodo delle sue prime comiche (1914 - 1915) il personaggio non facesse notare tali aspetti, dal 1917 in poi gran parte delle comiche dirette, scritte, montate, musicate e interpretate da Charlie Chaplin avranno come sfondo questa triste e scura realtà. La fame e la sofferenza saranno le uniche amiche e accompagnatrici del povero vagabondo che cerca la fortuna per le strade deserte e misere della città, sempre bersagliato dalla sorte ostile. L'unico elemento a cui spesso Charlot si aggrappa con le proprie forze è l'affetto per un animale (spesso un cane) o l'amore per una bella ragazza, in gran parte dei casi anche lei sfortunata e miserabile.
Proprio da questo oggetto del desiderio, Charlot tirerà fuori il meglio di sé, apparendo gentile e cortese e dai portamenti nobili e soprattutto (come in una storia d'amore dei racconti d'avventura medievale) si batterà contro il suo rivale, più potente e forte di lui, riuscendo sempre a vincere con l'astuzia. Alcuni film in cui Chaplin raggiunge l'apice mettendo in mostra queste tematiche sono: Vita da cani, L'emigrante, Il monello e La febbre dell'oro.
Dopo lo Charlot buffone e di aspetto umano e realistico, vi è lo Charlot satirico. Infatti Chaplin riteneva che per sottolineare gli aspetti negativi della società degli anni '30 non fosse necessario solo lo stereotipo dell'uomo fallito e sfortunato, ma anche e soprattutto la satira di un personaggio buffo, costretto a possedere gli stessi affanni del precedente ma in maniera da suscitare all'ilarità il pubblico, facendogli capire nettamente il messaggio sociale lanciato. Due famosi film in cui Charlie Chaplin dà al massimo mostra di queste caratteristiche sono: Il vagabondo e Tempi moderni. Nel primo Charlot, salvata una contadina dai soprusi di tre brutti ceffi, viene assunto dal contadino, padre della ragazza, come operaio a tempo indeterminato nella sua azienda agricola. Charlot sarà contento della proposta, ma le dure fatiche del lavoro lo faranno impazzire. Nel secondo film la satira è ancora più graffiante: un operaio, come i moltissimi di un'imponente azienda produttrice di metallo, è costretto a rispettare massacranti turni di lavoro. Il proprietario della fabbrica è un uomo che si ritiene molto magnanimo e mirante al futuro. Per questo egli ordina che gli operai non si distraggano durante il lavoro e che non sprechino poco tempo durante le pause, aumentando ancora di più il loro malessere. Come se non bastasse, con l'aiuto di tecnici il direttore fa impiantare delle macchine davanti a ciascuno degli operai intenti a lavorare a ritmo incessante davanti a una catena di montaggio, in continuo movimento, ad avvitare e smontare bulloni. Secondo i tecnici questa macchina dovrebbe ridurre i tempi della pausa pranzo di ciascun impiegato, permettendogli di produrre più materiale per l'azienda. Tuttavia la macchina si rivela un fiasco e il primo a doverne sperimentare le scadenti qualità è proprio il povero Charlot, che ne uscirà totalmente pazzo. Egli è ormai abituato a muovere le mani e le braccia come se dovesse avvitare in continuazione bulloni e ciò sarà causa di tante divertenti situazioni.

## Charlot/Hynkel e la satira sul nazismo
(Iscrizione appena dopo la conclusione dei titoli d'apertura de Il grande dittatore)

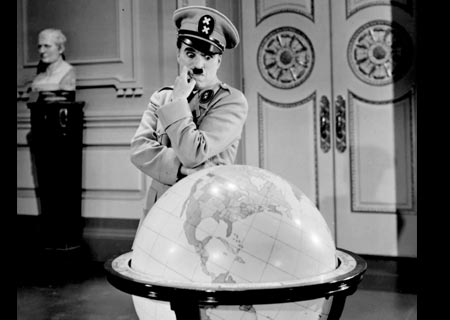
Dal film Il grande dittatore, Adenoid Hynkel si prepara a giocare con il mappamondo

Con la doppia interpretazione di due personaggi ne Il grande dittatore: Adenoid Hynkel e il barbiere ebreo, Chaplin decreta la morte del classico vagabondo per far nascere dalle sue ceneri un nuovo stereotipo incentrato totalmente nella satira.
A quel tempo negli anni 1939 - 1940 con l'ascesa al potere del führer Adolf Hitler, iniziarono gravi persecuzioni contro il popolo ebreo e soprattutto aspre e sanguinose guerre che iniziarono dalla Polonia e si espansero fino alla Francia. L'America allora si era mantenuta ancora neutrale. Chaplin così decise di avvalersi delle sue capacità riguardanti la satira di Charlot per dar vita ad un nuovo personaggio umano e vittima del potere, ispirato alle caratteristiche fisiognomiche di un altro realmente esistente. Infatti l'Hynkel del film appare come un uomo mediocre intellettualmente e desideroso di avere la capacità di conquistarsi il consenso del popolo: ciò lo renderebbe l'uomo più felice del mondo. La capacità creatrice di Chaplin sta appunto nel mettere in atto sulla scena un personaggio che usa una maschera per apparire odioso, potente e crudele al pubblico durante i suoi discorsi alla città di Berlino e ai fedeli nazisti, mentre al contrario quando si trova nel suo palazzo bunker appare come un uomo, spesso consigliato dai collaboratori, che mira solo ad essere perfetto e migliore a tutti. Tanta è la sua pomposa sregolatezza e maniacale il suo narcisismo che portano Adenoid Hynkel a progettare di scrivere un'autobiografia, la migliore tra tutte, contenente le annotazioni di tutti i momenti più importanti della sua vita e delle vittorie più riuscite.
Un chiaro esempio della contorta ma realistica psiche del Dittatore è l'episodio del mappamondo. Hynkel, incoraggiato da un fedele consigliere, si ritiene il dominatore del mondo e per dimostrare la sua grandezza si mette a giocare con un mappamondo enorme, facendolo fluttuare in aria nello spazio colossale del suo palazzo lussuoso. L'azione è accompagnata dall'ouverture dell'opera Lohengrin di Richard Wagner.

## Influenza culturale

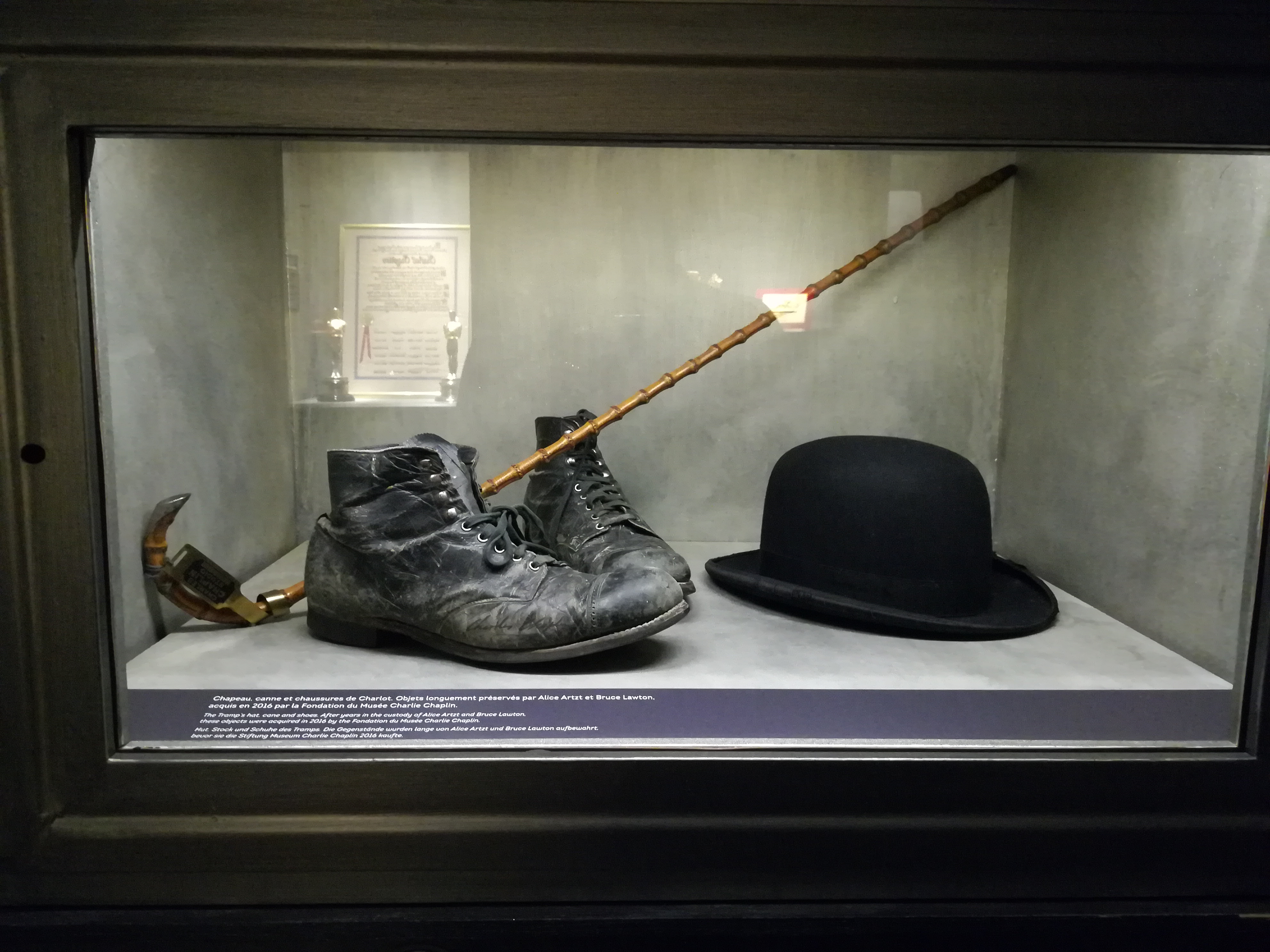
Bombetta, bastone e scarpe di Charlot, esposte dalla "Fondation de Musèe Chaplin" presso il Chaplin's World a Corsier-sur-Vevey

- Chaplin's World: museo a Corsier-sur-Vevey, in Svizzera, con una esposizione permanente dedicato al personaggio.[7]
- Little Tramp: musical del 1995.
- Charlot: film del 1992.